# Universidad Metropolitana (Ecuador)
La Universidad Metropolitana del Ecuador (por sus siglas como UMET) es una universidad privada ubicada en la provincia del Guayas, cuya sede se encuentra en la ciudad de Guayaquil. Creada en el año 2000 por decreto del antiguo Congreso Nacional.

## Facultades
- Facultad de Ciencias Sociales Humanidades y Educación.
- Facultad de Ciencias Económicas y Empresariales.
- Facultad de Ingenierías
- Facultad de Salud y Cultura Física

## Sedes
- Guayaquil
- Quito
- Machala